# Povrazník
Povrazník je obec na Slovensku v okrese Banská Bystrica. Leží v pohoří Poľana, 17 km východně od krajského města. Žije zde 143 obyvatel. První písemná zmínka o obci pochází z roku 1424.